# Sommet de Genève (1955)
Pour les articles homonymes, voir Sommet de Genève.

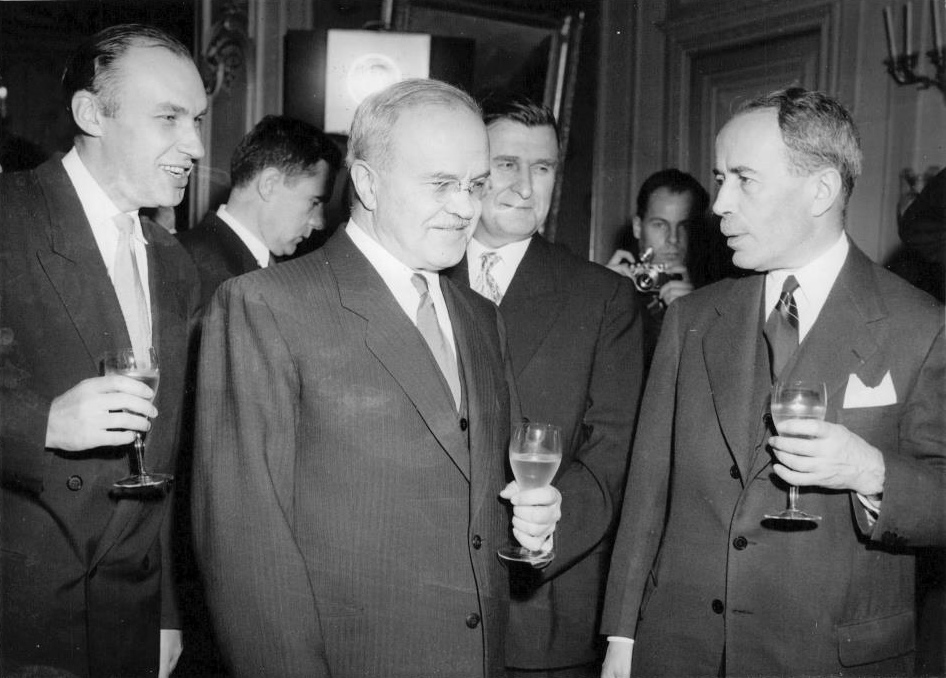
Les ministres des affaires étrangères soviétique Molotov (a gauche) et français Antoine Pinay (a droite).

Le sommet de Genève a eu lieu le 18 juillet 1955 à Genève en Suisse, dans le contexte de la guerre froide. 

## Objectifs
L'objectif de ce sommet est d'entamer des discussions sur la paix internationale et la sécurité.
La guerre froide eut un impact majeur sur les sujets débattus lors du Sommet de Genève. Les tensions internationales étaient alors à leur apogée durant cette période.
Les dirigeants des quatre pays (États-Unis, URSS, Royaume-Uni et France) ont discuté sur des questions de sécurité, d'armement, d'unification allemande et des relations Est-Ouest. Des délégations de l'Allemagne de l'Ouest et de l'Allemagne de l'Est ont été admises en tant qu'observateurs.
Khrouchtchev était disposé à permettre la création d'une Allemagne unifiée à condition qu'elle resterait neutre, mais l'entrée de l'Allemagne de l'Ouest dans l'OTAN a rendu la situation plus compliquée. Ce dernier souhaitait par ailleurs la dissolution de l'OTAN et du pacte de Varsovie, pour être remplacés par un nouveau système de sécurité collective. 
Le concept d'« observation aérienne mutuelle » a été proposé au Premier ministre soviétique Boulganine par le président américain Eisenhower lors de ce sommet ; l'Union soviétique le rejette et verra le jour finalement en 1992 avec le traité Ciel ouvert.
« L'esprit de Genève » marquera durablement les relations internationales des années postérieures. Le regain d'optimisme rendu possible par cette conférence sera pourtant plus tard perturbé par la crise du canal de Suez et l'écrasement de la révolution hongroise de 1956.
Le sommet se conclue le 21 juillet par un diner au palais Eynard avec les quatre chefs d'états, le président de la Confédération suisse Max Petitpierre; le secrétaire général des Nations unies Dag Hammarskjöld et leurs délégations.
En aparté, la sécurité était de la compétence de la Police cantonale genevoise.

## Participants

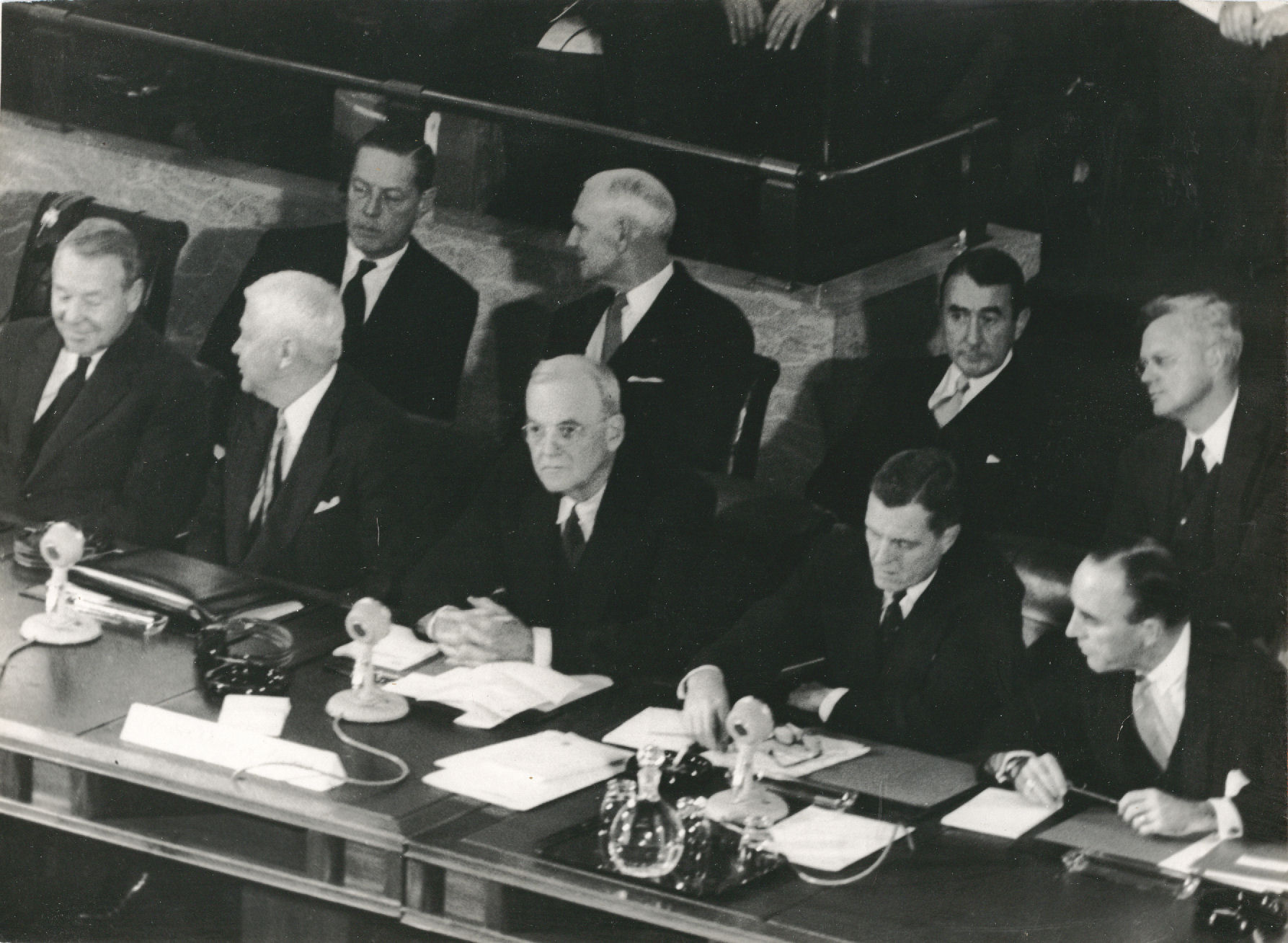
Délégation américaine. Devant de gauche à droite : Herman Phleger, Charles E. Wilson, John Foster Dulles, Livingston T. Merchant, Douglas MacArthur II.

- États-Unis – représentés par le président des États-Unis Dwight David Eisenhower et le secrétaire d'État John Foster Dulles;
- Royaume-Uni – représenté par le premier ministre Anthony Eden et le secrétaire d'État des Affaires étrangères et du Commonwealth Harold Macmillan;
- Union des républiques socialistes soviétiques – représentée par le président du Conseil des ministres de l'URSS Nikolaï Boulganine, le Premier secrétaire du Comité central du Parti communiste de l'Union soviétique Nikita Khrouchtchev et Viatcheslav Molotov  et Gueorgui Joukov ;
- France –  Président du Conseil des ministres Edgar Faure avec le ministre des Affaires étrangères Antoine Pinay.